# Primetime Emmy-díj a legjobb női mellékszereplőnek (drámasorozat)
A legjobb női mellékszereplő (drámasorozat) kategóriában átadott Primetime Emmy-díjat 1954 óta osztják ki. Ebben a kategóriában a dráma és a vígjáték műfaj között 1970 óta tesznek különbséget, a Daytime Emmy-díj kiválása óta pedig Primetime Emmyként hívják.

## Győztesek és jelöltek

### 1970-es évek
| Év                                                                   | Színésznő                                       | Színésznő                                       | Szerep                                          | Cím                                             | Adó                                             |
| Női mellékszereplő kiemelkedő alakítása (dráma)                      | Női mellékszereplő kiemelkedő alakítása (dráma) | Női mellékszereplő kiemelkedő alakítása (dráma) | Női mellékszereplő kiemelkedő alakítása (dráma) | Női mellékszereplő kiemelkedő alakítása (dráma) | Női mellékszereplő kiemelkedő alakítása (dráma) |
| 1970 22. gála                                                        |                                                 |                                                 |                                                 |                                                 |                                                 |
| -------------------------------------------------------------------- | ----------------------------------------------- | ----------------------------------------------- | ----------------------------------------------- | ----------------------------------------------- | ----------------------------------------------- |
| 1970 22. gála                                                        |                                                 |                                                 |                                                 |                                                 |                                                 |
| 1970 22. gála                                                        | Gail Fisher                                     | Peggy Fair                                      | Mannix                                          | CBS                                             |                                                 |
| 1970 22. gála                                                        | Barbara Anderson                                | Eve Whitfield rendőrtiszt                       | Ironside                                        | NBC                                             |                                                 |
| 1970 22. gála                                                        | Susan Saint James                               | Peggy Maxwell                                   | The Name of the Game                            | NBC                                             |                                                 |
| 1971 23. gála                                                        |                                                 |                                                 |                                                 |                                                 |                                                 |
|                                                                      | Margaret Leighton                               | Gertrude                                        | Hallmark Hall of Fame: Hamlet                   | NBC                                             |                                                 |
| Gail Fisher                                                          | Peggy Fair                                      | Mannix                                          | CBS                                             |                                                 |                                                 |
| Susan Saint James                                                    | Peggy Maxwell                                   | The Name of the Game                            | NBC                                             |                                                 |                                                 |
| Elena Verdugo                                                        | Consuelo Lopez                                  | Marcus Welby, M.D.                              | ABC                                             |                                                 |                                                 |
| 1972 24. gála                                                        |                                                 |                                                 |                                                 |                                                 |                                                 |
|                                                                      | Jenny Agutter                                   | Frith                                           | Hallmark Hall of Fame: A hófehér vadliba        | NBC                                             |                                                 |
| Gail Fisher                                                          | Peggy Fair                                      | Mannix                                          | CBS                                             |                                                 |                                                 |
| Elena Verdugo                                                        | Consuelo Lopez                                  | Marcus Welby, M.D.                              | ABC                                             |                                                 |                                                 |
| 1973 25. gála                                                        |                                                 |                                                 |                                                 |                                                 |                                                 |
|                                                                      | Ellen Corby                                     | Esther Walton                                   | The Waltons                                     | CBS                                             |                                                 |
| Gail Fisher                                                          | Peggy Fair                                      | Mannix                                          | CBS                                             |                                                 |                                                 |
| Nancy Walker                                                         | Mildred                                         | McMillan & Wife                                 | NBC                                             |                                                 |                                                 |
| Legjobb női mellékszereplő (dráma)                                   |                                                 |                                                 |                                                 |                                                 |                                                 |
| 1974 26. gála                                                        |                                                 |                                                 |                                                 |                                                 |                                                 |
|                                                                      | Joanna Miles                                    | Laura Wingfield                                 | The Glass Menagerie                             | ABC                                             |                                                 |
| Ellen Corby                                                          | Esther Walton                                   | The Waltons                                     | CBS                                             |                                                 |                                                 |
| Nancy Walker                                                         | Mildred                                         | McMillan & Wife                                 | NBC                                             |                                                 |                                                 |
| Női mellékszereplő kiemelkedő folytatólagos alakítása (drámasorozat) |                                                 |                                                 |                                                 |                                                 |                                                 |
| 1975 27. gála                                                        |                                                 |                                                 |                                                 |                                                 |                                                 |
|                                                                      | Ellen Corby                                     | Esther Walton                                   | The Waltons                                     | CBS                                             |                                                 |
| Angela Baddeley                                                      | Mrs. Bridges                                    | Upstairs, Downstairs                            | PBS                                             |                                                 |                                                 |
| Nancy Walker                                                         | Mildred                                         | McMillan & Wife                                 | NBC                                             |                                                 |                                                 |
| 1976 28. gála                                                        |                                                 |                                                 |                                                 |                                                 |                                                 |
|                                                                      | Ellen Corby                                     | Esther Walton                                   | The Waltons                                     | CBS                                             |                                                 |
| Angela Baddeley                                                      | Mrs. Bridges                                    | Upstairs, Downstairs                            | PBS                                             |                                                 |                                                 |
| Susan Howard                                                         | Maggie Petrocelli                               | Petrocelli                                      | NBC                                             |                                                 |                                                 |
| Dorothy McGuire                                                      | Mary Jordache                                   | Gazdag ember, szegény ember                     | ABC                                             |                                                 |                                                 |
| Sada Thompson                                                        | Mary Todd Lincoln                               | Sandburg's Lincoln                              | NBC                                             |                                                 |                                                 |
| 1977 29. gála                                                        |                                                 |                                                 |                                                 |                                                 |                                                 |
|                                                                      | Kristy McNichol                                 | Letitia "Buddy" Lawrence                        | Family                                          | ABC                                             |                                                 |
| Meredith Baxter                                                      | Nancy Lawrence Maitland                         | Family                                          | ABC                                             |                                                 |                                                 |
| Ellen Corby                                                          | Esther Walton                                   | The Waltons                                     | CBS                                             |                                                 |                                                 |
| Lee Meriwether                                                       | Betty Jones                                     | Barnaby Jones                                   | CBS                                             |                                                 |                                                 |
| Jacqueline Tong                                                      | Daisy Peel                                      | Upstairs, Downstairs                            | PBS                                             |                                                 |                                                 |
| 1978 30. gála                                                        |                                                 |                                                 |                                                 |                                                 |                                                 |
|                                                                      | Nancy Marchand                                  | Margaret Pynchon                                | Lou Grant                                       | CBS                                             |                                                 |
| Meredith Baxter                                                      | Nancy Lawrence Maitland                         | Family                                          | ABC                                             |                                                 |                                                 |
| Kristy McNichol                                                      | Letitia "Buddy" Lawrence                        | Family                                          | ABC                                             |                                                 |                                                 |
| Tovah Feldshuh                                                       | Helena Slomova                                  | Holokauszt                                      | NBC                                             |                                                 |                                                 |
| Linda Kelsey                                                         | Billie Newman                                   | Lou Grant                                       | CBS                                             |                                                 |                                                 |
| Legjobb női mellékszereplő (drámasorozat)                            |                                                 |                                                 |                                                 |                                                 |                                                 |
| 1979 31. gála                                                        |                                                 |                                                 |                                                 |                                                 |                                                 |
|                                                                      | Kristy McNichol                                 | Letitia "Buddy" Lawrence                        | Family                                          | ABC                                             |                                                 |
| Linda Kelsey                                                         | Billie Newman                                   | Lou Grant                                       | CBS                                             |                                                 |                                                 |
| Nancy Marchand                                                       | Margaret Pynchon                                | Lou Grant                                       | CBS                                             |                                                 |                                                 |

### 1980-as évek
| Év                | Színésznő              | Színésznő              | Szerep                   | Magyar cím         | Eredeti cím | Adó |
| 1980 32. gála     |                        |                        |                          |                    |             |     |
| ----------------- | ---------------------- | ---------------------- | ------------------------ | ------------------ | ----------- | --- |
| 1980 32. gála     |                        | Nancy Marchand         | Margaret Pynchon         |                    | Lou Grant   | CBS |
| 1980 32. gála     | Nina Foch              | Mrs. Polk              |                          | Lou Grant          | CBS         |     |
| 1980 32. gála     | Linda Kelsey           | Billie Newman          |                          | Lou Grant          | CBS         |     |
| 1980 32. gála     | Jessica Walter         | Melanie McIntyre       |                          | Trapper John, M.D. | CBS         |     |
| 1981 33. gála     |                        |                        |                          |                    |             |     |
|                   | Nancy Marchand         | Margaret Pynchon       |                          | Lou Grant          | CBS         |     |
| Barbara Barrie    | Evelyn Stroller        | Start két keréken      | Breaking Away            | ABC                |             |     |
| Barbara Bosson    | Fay Furillo            | Zsarublues             | Hill Street Blues        | NBC                |             |     |
| Betty Thomas      | Lucille Bates őrmester | Zsarublues             | Hill Street Blues        | NBC                |             |     |
| Linda Kelsey      | Billie Newman          |                        | Lou Grant                | CBS                |             |     |
| 1982 34. gála     |                        |                        |                          |                    |             |     |
|                   | Nancy Marchand         | Margaret Pynchon       |                          | Lou Grant          | CBS         |     |
| Barbara Bosson    | Fay Furillo            | Zsarublues             | Hill Street Blues        | NBC                |             |     |
| Betty Thomas      | Lucille Bates őrmester | Zsarublues             | Hill Street Blues        | NBC                |             |     |
| Julie Harris      | Lilimae Clements       |                        | Knots Landing            | CBS                |             |     |
| Linda Kelsey      | Billie Newman          |                        | Lou Grant                | CBS                |             |     |
| 1983 35. gála     |                        |                        |                          |                    |             |     |
|                   | Doris Roberts          | Cora                   | Egy kórház magánélete    | St. Elsewhere      | NBC         |     |
| Barbara Bosson    | Fay Furillo            | Zsarublues             | Hill Street Blues        | NBC                |             |     |
| Betty Thomas      | Lucille Bates őrmester | Zsarublues             | Hill Street Blues        | NBC                |             |     |
| Christina Pickles | Helen Rosenthal nővér  | Egy kórház magánélete  | St. Elsewhere            | NBC                |             |     |
| Madge Sinclair    | Ernestine Shoop nővér  |                        | Trapper John, M.D.       | CBS                |             |     |
| 1984 36. gála     |                        |                        |                          |                    |             |     |
|                   | Alfre Woodard          | Doris Robson           | Zsarublues               | Hill Street Blues  | NBC         |     |
| Barbara Bosson    | Fay Furillo            | Zsarublues             | Hill Street Blues        | NBC                |             |     |
| Betty Thomas      | Lucille Bates őrmester | Zsarublues             | Hill Street Blues        | NBC                |             |     |
| Piper Laurie      | Fran Singleton         | Egy kórház magánélete  | St. Elsewhere            | NBC                |             |     |
| Madge Sinclair    | Ernestine Shoop nőbér  |                        | Trapper John, M.D.       | CBS                |             |     |
| 1985 37. gála     |                        |                        |                          |                    |             |     |
|                   | Betty Thomas           | Lucille Bates őrmester | Zsarublues               | Hill Street Blues  | NBC         |     |
| Barbara Bosson    | Fay Furillo            | Zsarublues             | Hill Street Blues        | NBC                |             |     |
| Christina Pickles | Helen Rosenthal nővér  | Egy kórház magánélete  | St. Elsewhere            | NBC                |             |     |
| Doris Roberts     | Mildred Krebs          | Remington Steele       | Remington Steele         | NBC                |             |     |
| Madge Sinclair    | Ernestine Shoop nővér  |                        | Trapper John, M.D.       | CBS                |             |     |
| 1986 38. gála     |                        |                        |                          |                    |             |     |
|                   | Bonnie Bartlett        | Ellen Craig            | Egy kórház magánélete    | St. Elsewhere      | NBC         |     |
| Allyce Beasley    | Agnes DiPesto          | A simlis és a szende   | Moonlighting             | ABC                |             |     |
| Christina Pickles | Helen Rosenthal nővér  | Egy kórház magánélete  | St. Elsewhere            | NBC                |             |     |
| Betty Thomas      | Lucille Bates őrmester | Zsarublues             | Hill Street Blues        | NBC                |             |     |
| 1987 39. gála     |                        |                        |                          |                    |             |     |
|                   | Bonnie Bartlett        | Ellen Craig            | Egy kórház magánélete    | St. Elsewhere      | NBC         |     |
| Allyce Beasley    | Agnes DiPesto          | A simlis és a szende   | Moonlighting             | ABC                |             |     |
| Christina Pickles | Helen Rosenthal nővér  | Egy kórház magánélete  | St. Elsewhere            | NBC                |             |     |
| Susan Ruttan      | Roxanne Melman         |                        | L.A. Law                 | NBC                |             |     |
| Betty Thomas      | Lucille Bates őrmester | Zsarublues             | Hill Street Blues        | NBC                |             |     |
| 1988 40. gála     |                        |                        |                          |                    |             |     |
|                   | Patricia Wettig        | Nancy Krieger Weston   |                          | Thirtysomething    | ABC         |     |
| Bonnie Bartlett   | Ellen Craig            | Egy kórház magánélete  | St. Elsewhere            | NBC                |             |     |
| Christina Pickles | Helen Rosenthal nővér  | Egy kórház magánélete  | St. Elsewhere            | NBC                |             |     |
| Polly Draper      | Ellyn Warren           |                        | Thirtysomething          | ABC                |             |     |
| Susan Ruttan      | Roxanne Melman         |                        | L.A. Law                 | NBC                |             |     |
| 1989 41. gála     |                        |                        |                          |                    |             |     |
|                   | Melanie Mayron         | Melissa Steadman       |                          | Thirtysomething    | ABC         |     |
| Michele Greene    | Abby Perkins           |                        | L.A. Law                 | NBC                |             |     |
| Amanda Plummer    | Alice Hackett          |                        | L.A. Law                 | NBC                |             |     |
| Susan Ruttan      | Roxanne Melman         |                        | L.A. Law                 | NBC                |             |     |
| Lois Nettleton    | Joanne St. John        | Az éjszaka árnyai      | In the Heat of the Night | NBC                |             |     |

### 1990-es évek
| Év                 | Színésznő             | Színésznő            | Szerep                    | Magyar cím        | Eredeti cím | Adó |
| 1990 42. gála      |                       |                      |                           |                   |             |     |
| ------------------ | --------------------- | -------------------- | ------------------------- | ----------------- | ----------- | --- |
| 1990 42. gála      |                       | Marg Helgenberger    | Karen "K. C." Koloski     |                   | China Beach | ABC |
| 1990 42. gála      | Sherilyn Fenn         | Audrey Horne         | Twin Peaks                | Twin Peaks        | ABC         |     |
| 1990 42. gála      | Melanie Mayron        | Melissa Steadman     |                           | Thirtysomething   | ABC         |     |
| 1990 42. gála      | Diana Muldaur         | Rosalind Shays       |                           | L.A. Law          | NBC         |     |
| 1990 42. gála      | Susan Ruttan          | Roxanne Melman       |                           | L.A. Law          | NBC         |     |
| 1991 43. gála      |                       |                      |                           |                   |             |     |
|                    | Madge Sinclair        | Josephine Austin     |                           | Gabriel's Fire    | ABC         |     |
| Marg Helgenberger  | Karen "K. C." Koloski |                      | China Beach               | ABC               |             |     |
| Piper Laurie       | Catherine Martell     | Twin Peaks           | Twin Peaks                | ABC               |             |     |
| Melanie Mayron     | Melissa Steadman      |                      | Thirtysomething           | ABC               |             |     |
| Diana Muldaur      | Rosalind Shays        |                      | L.A. Law                  | NBC               |             |     |
| 1992 44. gála      |                       |                      |                           |                   |             |     |
|                    | Valerie Mahaffey      | Eve                  | Miért éppen Alaszka?      | Northern Exposure | CBS         |     |
| Mary Alice         | Marguerite Peck       |                      | I'll Fly Away             | NBC               |             |     |
| Barbara Barrie     | Mrs. Bream            | Esküdt ellenségek    | Law & Order               | NBC               |             |     |
| Conchata Ferrell   | Susan Bloom           |                      | L.A. Law                  | NBC               |             |     |
| Cynthia Geary      | Shelly Tambo          | Miért éppen Alaszka? | Northern Exposure         | CBS               |             |     |
| Marg Helgenberger  | Karen "K. C." Koloski |                      | China Beach               | ABC               |             |     |
| Kay Lenz           | Maggie Zombro         |                      | Reasonable Doubts         | NBC               |             |     |
| 1993 45. gála      |                       |                      |                           |                   |             |     |
|                    | Mary Alice            | Marguerite Peck      |                           | I'll Fly Away     | NBC         |     |
| Cynthia Geary      | Shelly Tambo          | Miért éppen Alaszka? | Northern Exposure         | CBS               |             |     |
| Peg Phillips       | Ruth-Anne Miller      | Miért éppen Alaszka? | Northern Exposure         | CBS               |             |     |
| Kay Lenz           | Maggie Zombro         |                      | Reasonable Doubts         | NBC               |             |     |
| Kellie Martin      | Rebecca Thatcher      |                      | Life Goes On              | ABC               |             |     |
| 1994 46. gála      |                       |                      |                           |                   |             |     |
|                    | Leigh Taylor-Young    | Rachel Harris        | Kisvárosi rejtélyek       | Picket Fences     | CBS         |     |
| Amy Brenneman      | Janice Licalsi        | New York rendőrei    | NYPD Blue                 | ABC               |             |     |
| Sharon Lawrence    | Sylvia Costas         | New York rendőrei    | NYPD Blue                 | ABC               |             |     |
| Gail O’Grady       | Donna Abandando       | New York rendőrei    | NYPD Blue                 | ABC               |             |     |
| Jill Eikenberry    | Ann Kelsey            |                      | L.A. Law                  | NBC               |             |     |
| 1995 47. gála      |                       |                      |                           |                   |             |     |
|                    | Julianna Margulies    | Carol Hathaway       | Vészhelyzet               | ER                | NBC         |     |
| Barbara Babcock    | Dorothy Jennings      | Quinn doktornő       | Dr. Quinn, Medicine Woman | CBS               |             |     |
| Tyne Daly          | Alice Henderson       |                      | Christy                   | CBS               |             |     |
| Sharon Lawrence    | Sylvia Costas         | New York rendőrei    | NYPD Blue                 | ABC               |             |     |
| Gail O'Grady       | Donna Abandando       | New York rendőrei    | NYPD Blue                 | ABC               |             |     |
| 1996 48. gála      |                       |                      |                           |                   |             |     |
|                    | Tyne Daly             | Alice Henderson      |                           | Christy           | CBS         |     |
| Barbara Bosson     | Miriam Grasso         |                      | Murder One                | ABC               |             |     |
| Sharon Lawrence    | Sylvia Costas         | New York rendőrei    | NYPD Blue                 | ABC               |             |     |
| Gail O’Grady       | Donna Abandando       | New York rendőrei    | NYPD Blue                 | ABC               |             |     |
| Julianna Margulies | Carol Hathaway        | Vészhelyzet          | ER                        | NBC               |             |     |
| 1997 49. gála      |                       |                      |                           |                   |             |     |
|                    | Kim Delaney           | Diane Russell        | New York rendőrei         | NYPD Blue         | ABC         |     |
| Laura Innes        | Kerry Weaver          | Vészhelyzet          | ER                        | NBC               |             |     |
| CCH Pounder        | Angela Hicks          | Vészhelyzet          | ER                        | NBC               |             |     |
| Gloria Reuben      | Jeanie Boulet         | Vészhelyzet          | ER                        | NBC               |             |     |
| Della Reese        | Tess                  | Angyali érintés      | Touched by an Angel       | CBS               |             |     |
| 1998 50. gála      |                       |                      |                           |                   |             |     |
|                    | Camryn Manheim        | Ellenor Frutt        | Ügyvédek                  | The Practice      | ABC         |     |
| Kim Delaney        | Diane Russell         | New York rendőrei    | NYPD Blue                 | ABC               |             |     |
| Laura Innes        | Kerry Weaver          | Vészhelyzet          | ER                        | NBC               |             |     |
| Gloria Reuben      | Jeanie Boulet         | Vészhelyzet          | ER                        | NBC               |             |     |
| Della Reese        | Tess                  | Angyali érintés      | Touched by an Angel       | CBS               |             |     |
| 1999 51. gála      |                       |                      |                           |                   |             |     |
|                    | Holland Taylor        | Roberta Kittleson    | Ügyvédek                  | The Practice      | ABC         |     |
| Lara Flynn Boyle   | Helen Gamble          | Ügyvédek             | The Practice              | ABC               |             |     |
| Camryn Manheim     | Ellenor Frutt         | Ügyvédek             | The Practice              | ABC               |             |     |
| Kim Delaney        | Diane Russell         | New York rendőrei    | NYPD Blue                 | ABC               |             |     |
| Nancy Marchand     | Livia Soprano         | Maffiózók            | The Sopranos              | HBO               |             |     |

### 2000-es évek
| Év                 | Színésznő         | Színésznő                    | Szerep                     | Magyar cím       | Eredeti cím   | Adó |
| 2000 52. gála      |                   |                              |                            |                  |               |     |
| ------------------ | ----------------- | ---------------------------- | -------------------------- | ---------------- | ------------- | --- |
| 2000 52. gála      |                   | Allison Janney               | C. J. Cregg                | Az elnök emberei | The West Wing | NBC |
| 2000 52. gála      | Stockard Channing | Abbey Bartlet                | Az elnök emberei           | The West Wing    | NBC           |     |
| 2000 52. gála      | Tyne Daly         | Maxine Gray                  | Amynek ítélve              | Judging Amy      | CBS           |     |
| 2000 52. gála      | Nancy Marchand    | Livia Soprano                | Maffiózók                  | The Sopranos     | HBO           |     |
| 2000 52. gála      | Holland Taylor    | Roberta Kittleson            | Ügyvédek                   | The Practice     | ABC           |     |
| 2001 53. gála      |                   |                              |                            |                  |               |     |
|                    | Allison Janney    | C. J. Cregg                  | Az elnök emberei           | The West Wing    | NBC           |     |
| Stockard Channing  | Abbey Bartlet     | Az elnök emberei             | The West Wing              | NBC              |               |     |
| Maura Tierney      | Abby Lockhart     | Vészhelyzet                  | ER                         | NBC              |               |     |
| Tyne Daly          | Maxine Gray       | Amynek ítélve                | Judging Amy                | CBS              |               |     |
| Aida Turturro      | Janice Soprano    | Maffiózók                    | The Sopranos               | HBO              |               |     |
| 2002 54. gála      |                   |                              |                            |                  |               |     |
|                    | Stockard Channing | Abbey Bartlet                | Az elnök emberei           | The West Wing    | NBC           |     |
| Janel Moloney      | Donna Moss        | Az elnök emberei             | The West Wing              | NBC              |               |     |
| Mary-Louise Parker | Amy Gardner       | Az elnök emberei             | The West Wing              | NBC              |               |     |
| Lauren Ambrose     | Claire Fisher     | Sírhant művek                | Six Feet Under             | HBO              |               |     |
| Tyne Daly          | Maxine Gray       | Amynek ítélve                | Judging Amy                | CBS              |               |     |
| 2003 55. gála      |                   |                              |                            |                  |               |     |
|                    | Tyne Daly         | Maxine Gray                  | Amynek ítélve              | Judging Amy      | CBS           |     |
| Lauren Ambrose     | Claire Fisher     | Sírhant művek                | Six Feet Under             | HBO              |               |     |
| Rachel Griffiths   | Brenda Chenowith  | Sírhant művek                | Six Feet Under             | HBO              |               |     |
| Stockard Channing  | Abbey Bartlet     | Az elnök emberei             | The West Wing              | NBC              |               |     |
| Lena Olin          | Irina Derevko     | Alias                        | Alias                      | ABC              |               |     |
| 2004 56. gála      |                   |                              |                            |                  |               |     |
|                    | Drea de Matteo    | Adriana La Cerva             | Maffiózók                  | The Sopranos     | HBO           |     |
| Stockard Channing  | Abbey Bartlet     | Az elnök emberei             | The West Wing              | NBC              |               |     |
| Janel Moloney      | Donna Moss        | Az elnök emberei             | The West Wing              | NBC              |               |     |
| Tyne Daly          | Maxine Gray       | Amynek ítélve                | Judging Amy                | CBS              |               |     |
| Robin Weigert      | Calamity Jane     | Deadwood                     | Deadwood                   | HBO              |               |     |
| 2005 57. gála      |                   |                              |                            |                  |               |     |
|                    | Blythe Danner     | Isabelle "Izzy" Huffstodt    | Huff                       | Huff             | Showtime      |     |
| Stockard Channing  | Abbey Bartlet     | Az elnök emberei             | The West Wing              | NBC              |               |     |
| Tyne Daly          | Maxine Gray       | Amynek ítélve                | Judging Amy                | CBS              |               |     |
| Sandra Oh          | Cristina Yang     | A Grace klinika              | Grey's Anatomy             | ABC              |               |     |
| CCH Pounder        | Claudette Wyms    | The Shield – Kemény zsaruk   | The Shield                 | FX               |               |     |
| 2006 58. gála      |                   |                              |                            |                  |               |     |
|                    | Blythe Danner     | Isabelle "Izzy" Huffstodt    | Huff                       | Huff             | Showtime      |     |
| Sandra Oh          | Cristina Yang     | A Grace klinika              | Grey's Anatomy             | ABC              |               |     |
| Chandra Wilson     | Miranda Bailey    | A Grace klinika              | Grey's Anatomy             | ABC              |               |     |
| Candice Bergen     | Shirley Schmidt   | Boston Legal – Jogi játszmák | Boston Legal               | ABC              |               |     |
| Jean Smart         | Martha Logan      | 24                           | 24                         | Fox              |               |     |
| 2007 59. gála      |                   |                              |                            |                  |               |     |
|                    | Katherine Heigl   | Izzie Stevens                | A Grace klinika            | Grey's Anatomy   | ABC           |     |
| Sandra Oh          | Cristina Yang     | A Grace klinika              | Grey's Anatomy             | ABC              |               |     |
| Chandra Wilson     | Miranda Bailey    | A Grace klinika              | Grey's Anatomy             | ABC              |               |     |
| Lorraine Bracco    | Jennifer Melfi    | Maffiózók                    | The Sopranos               | HBO              |               |     |
| Aida Turturro      | Janice Soprano    | Maffiózók                    | The Sopranos               | HBO              |               |     |
| Rachel Griffiths   | Sarah Walker      | Testvérek                    | Brothers & Sisters         | ABC              |               |     |
| 2008 60. gála      |                   |                              |                            |                  |               |     |
|                    | Dianne Wiest      | Dr. Gina Toll                | In Treatment – A terapeuta | In Treatment     | HBO           |     |
| Candice Bergen     | Shirley Schmidt   | Boston Legal – Jogi játszmák | Boston Legal               | ABC              |               |     |
| Rachel Griffiths   | Sarah Walker      | Testvérek                    | Brothers & Sisters         | ABC              |               |     |
| Sandra Oh          | Cristina Yang     | A Grace klinika              | Grey's Anatomy             | ABC              |               |     |
| Chandra Wilson     | Miranda Bailey    | A Grace klinika              | Grey's Anatomy             | ABC              |               |     |
| 2009 61. gála      |                   |                              |                            |                  |               |     |
|                    | Cherry Jones      | Allison Taylor               | 24                         | 24               | Fox           |     |
| Rose Byrne         | Ellen Parsons     | A hatalom hálójában          | Damages                    | FX               |               |     |
| Hope Davis         | Mia Nesky         | In Treatment – A terapeuta   | In Treatment               | HBO              |               |     |
| Dianne Wiest       | Dr. Gina Toll     | In Treatment – A terapeuta   | In Treatment               | HBO              |               |     |
| Sandra Oh          | Cristina Yang     | A Grace klinika              | Grey's Anatomy             | ABC              |               |     |
| Chandra Wilson     | Miranda Bailey    | A Grace klinika              | Grey's Anatomy             | ABC              |               |     |

### 2010-es évek
| Év                  | Színésznő                   | Színésznő                         | Szerep                      | Magyar cím              | Eredeti cím   | Adó |
| 2010 62. gála       |                             |                                   |                             |                         |               |     |
| ------------------- | --------------------------- | --------------------------------- | --------------------------- | ----------------------- | ------------- | --- |
| 2010 62. gála       |                             | Archie Panjabi                    | Kalinda Sharma              | A férjem védelmében     | The Good Wife | CBS |
| 2010 62. gála       | Christine Baranski          | Diane Lockhart                    | A férjem védelmében         | The Good Wife           | CBS           |     |
| 2010 62. gála       | Rose Byrne                  | Ellen Parsons                     | A hatalom hálójában         | Damages                 | FX            |     |
| 2010 62. gála       | Sharon Gless                | Madeline Westen                   | Minden lében négy kanál     | Burn Notice             | USA           |     |
| 2010 62. gála       | Christina Hendricks         | Joan Harris                       | Mad Men – Reklámőrültek     | Mad Men                 | AMC           |     |
| 2010 62. gála       | Elisabeth Moss              | Peggy Olson                       | Mad Men – Reklámőrültek     | Mad Men                 | AMC           |     |
| 2011 63. gála       |                             |                                   |                             |                         |               |     |
|                     | Margo Martindale            | Mags Bennett                      | A törvény embere            | Justified               | FX            |     |
| Christine Baranski  | Diane Lockhart              | A férjem védelmében               | The Good Wife               | CBS                     |               |     |
| Archie Panjabi      | Kalinda Sharma              | A férjem védelmében               | The Good Wife               | CBS                     |               |     |
| Michelle Forbes     | Mitch Larsen                | Gyilkosság                        | The Killing                 | AMC                     |               |     |
| Christina Hendricks | Joan Harris                 | Mad Men – Reklámőrültek           | Mad Men                     | AMC                     |               |     |
| Kelly Macdonald     | Margaret Thompson           | Boardwalk Empire – Gengszterkorzó | Boardwalk Empire            | HBO                     |               |     |
| 2012 64. gála       |                             |                                   |                             |                         |               |     |
|                     | Maggie Smith                | Violet Crawley                    | Downton Abbey               | Downton Abbey           | PBS           |     |
| Christine Baranski  | Diane Lockhart              | A férjem védelmében               | The Good Wife               | CBS                     |               |     |
| Archie Panjabi      | Kalinda Sharma              | A férjem védelmében               | The Good Wife               | CBS                     |               |     |
| Joanne Froggatt     | Anna Bates                  | Downton Abbey                     | Downton Abbey               | PBS                     |               |     |
| Anna Gunn           | Skyler White                | Breaking Bad – Totál szívás       | Breaking Bad                | AMC                     |               |     |
| Christina Hendricks | Joan Harris                 | Mad Men – Reklámőrültek           | Mad Men                     | AMC                     |               |     |
| 2013 65. gála       |                             |                                   |                             |                         |               |     |
|                     | Anna Gunn                   | Skyler White                      | Breaking Bad – Totál szívás | Breaking Bad            | AMC           |     |
| Morena Baccarin     | Jessica Brody               | Homeland – A belső ellenség       | Homeland                    | Showtime                |               |     |
| Christine Baranski  | Diane Lockhart              | A férjem védelmében               | The Good Wife               | CBS                     |               |     |
| Emilia Clarke       | Daenerys Targaryen          | Trónok harca                      | Game of Thrones             | HBO                     |               |     |
| Christina Hendricks | Joan Harris                 | Mad Men – Reklámőrültek           | Mad Men                     | AMC                     |               |     |
| Maggie Smith        | Violet Crawley              | Downton Abbey                     | Downton Abbey               | PBS                     |               |     |
| 2014 66. gála       |                             |                                   |                             |                         |               |     |
|                     | Anna Gunn                   | Skyler White                      | Breaking Bad – Totál szívás | Breaking Bad            | AMC           |     |
| Christine Baranski  | Diane Lockhart              | A férjem védelmében               | The Good Wife               | CBS                     |               |     |
| Joanne Froggatt     | Anna Bates                  | Downton Abbey                     | Downton Abbey               | PBS                     |               |     |
| Maggie Smith        | Violet Crawley              | Downton Abbey                     | Downton Abbey               | PBS                     |               |     |
| Lena Headey         | Cersei Lannister            | Trónok harca                      | Game of Thrones             | HBO                     |               |     |
| Christina Hendricks | Joan Harris                 | Mad Men – Reklámőrültek           | Mad Men                     | AMC                     |               |     |
| 2015 67. gála       |                             |                                   |                             |                         |               |     |
|                     | Uzo Aduba                   | Suzanne "Crazy Eyes" Warren       | Narancs az új fekete        | Orange Is the New Black | Netflix       |     |
| Christine Baranski  | Diane Lockhart              | A férjem védelmében               | The Good Wife               | CBS                     |               |     |
| Emilia Clarke       | Daenerys Targaryen          | Trónok harca                      | Game of Thrones             | HBO                     |               |     |
| Lena Headey         | Cersei Lannister            | Trónok harca                      | Game of Thrones             | HBO                     |               |     |
| Joanne Froggatt     | Anna Bates                  | Downton Abbey                     | Downton Abbey               | PBS                     |               |     |
| Christina Hendricks | Joan Harris                 | Mad Men – Reklámőrültek           | Mad Men                     | AMC                     |               |     |
| 2016 68. gála       |                             |                                   |                             |                         |               |     |
|                     | Maggie Smith                | Violet Crawley                    | Downton Abbey               | Downton Abbey           | PBS           |     |
| Emilia Clarke       | Daenerys Targaryen          | Trónok harca                      | Game of Thrones             | HBO                     |               |     |
| Lena Headey         | Cersei Lannister            | Trónok harca                      | Game of Thrones             | HBO                     |               |     |
| Maisie Williams     | Arya Stark                  | Trónok harca                      | Game of Thrones             | HBO                     |               |     |
| Maura Tierney       | Helen Solloway              | A viszony                         | The Affair                  | Showtime                |               |     |
| Constance Zimmer    | Quinn King                  |                                   | UnREAL                      | Lifetime                |               |     |
| 2017 69. gála       |                             |                                   |                             |                         |               |     |
|                     | Ann Dowd                    | Lydia néni                        | A szolgálólány meséje       | The Handmaid's Tale     | Hulu          |     |
| Uzo Aduba           | Suzanne "Crazy Eyes" Warren | Narancs az új fekete              | Orange Is the New Black     | Netflix                 |               |     |
| Millie Bobby Brown  | Tizenegy                    | Stranger Things                   | Stranger Things             | Netflix                 |               |     |
| Chrissy Metz        | Kate Pearson                | Rólunk szól                       | This Is Us                  | NBC                     |               |     |
| Thandiwe Newton     | Maeve Millay                | Westworld                         | Westworld                   | HBO                     |               |     |
| Samira Wiley        | Moira                       | A szolgálólány meséje             | The Handmaid's Tale         | Hulu                    |               |     |
| 2018 70. gála       |                             |                                   |                             |                         |               |     |
|                     | Thandiwe Newton             | Maeve Millay                      | Westworld                   | Westworld               | HBO           |     |
| Millie Bobby Brown  | Tizenegy                    | Stranger Things                   | Stranger Things             | Netflix                 |               |     |
| Alexis Bledel       | Emily / Ofsteven            | A szolgálólány meséje             | The Handmaid's Tale         | Hulu                    |               |     |
| Ann Dowd            | Lydia néni                  | A szolgálólány meséje             | The Handmaid's Tale         | Hulu                    |               |     |
| Yvonne Strahovski   | Serena Joy Waterford        | A szolgálólány meséje             | The Handmaid's Tale         | Hulu                    |               |     |
| Lena Headey         | Cersei Lannister            | Trónok harca                      | Game of Thrones             | HBO                     |               |     |
| Vanessa Kirby       | Margit hercegnő             | A Korona                          | The Crown                   | Netflix                 |               |     |
| 2019 71. gála       |                             |                                   |                             |                         |               |     |
|                     | Julia Garner                | Ruth Langmore                     | Ozark                       | Ozark                   | Netflix       |     |
| Gwendoline Christie | Tarth-i Brienne             | Trónok harca                      | Game of Thrones             | HBO                     |               |     |
| Lena Headey         | Cersei Lannister            | Trónok harca                      | Game of Thrones             | HBO                     |               |     |
| Sophie Turner       | Sansa Stark                 | Trónok harca                      | Game of Thrones             | HBO                     |               |     |
| Maisie Williams     | Arya Stark                  | Trónok harca                      | Game of Thrones             | HBO                     |               |     |
| Fiona Shaw          | Carolyn Martens             | Megszállottak viadala             | Killing Eve                 | BBC America             |               |     |

### 2020-as évek
| Év                         | Színésznő                     | Színésznő             | Szerep                  | Magyar cím          | Eredeti cím | Adó     |
| 2020 72. gála              |                               |                       |                         |                     |             |         |
| -------------------------- | ----------------------------- | --------------------- | ----------------------- | ------------------- | ----------- | ------- |
| 2020 72. gála              |                               | Julia Garner          | Ruth Langmore           | Ozark               | Ozark       | Netflix |
| 2020 72. gála              | Helena Bonham Carter          | Margit hercegnő       | A Korona                | The Crown           | Netflix     |         |
| 2020 72. gála              | Laura Dern                    | Renata Klein          | Hatalmas kis hazugságok | Big Little Lies     | HBO         |         |
| 2020 72. gála              | Meryl Streep                  | Mary Louise Wright    | Hatalmas kis hazugságok | Big Little Lies     | HBO         |         |
| 2020 72. gála              | Thandiwe Newton               | Maeve Millay          | Westworld               | Westworld           | HBO         |         |
| 2020 72. gála              | Fiona Shaw                    | Carolyn Martens       | Megszállottak viadala   | Killing Eve         | BBC America |         |
| 2020 72. gála              | Sarah Snook                   | Siobhan "Shiv" Roy    | Utódlás                 | Succession          | HBO         |         |
| 2020 72. gála              | Samira Wiley                  | Moira Strand          | A szolgálólány meséje   | The Handmaid's Tale | Hulu        |         |
| 2021 73. gála              |                               |                       |                         |                     |             |         |
|                            | Gillian Anderson              | Margaret Thatcher     | A Korona                | The Crown           | Netflix     |         |
| Helena Bonham Carter       | Margit hercegnő               | A Korona              | The Crown               | Netflix             |             |         |
| Emerald Fennell            | Camilla Parker Bowles         | A Korona              | The Crown               | Netflix             |             |         |
| Madeline Brewer            | Janine Lindo                  | A szolgálólány meséje | The Handmaid's Tale     | Hulu                |             |         |
| Ann Dowd                   | Aunt Lydia                    | A szolgálólány meséje | The Handmaid's Tale     | Hulu                |             |         |
| Yvonne Strahovski          | Serena Joy Waterford          | A szolgálólány meséje | The Handmaid's Tale     | Hulu                |             |         |
| Samira Wiley               | Moira Strand                  | A szolgálólány meséje | The Handmaid's Tale     | Hulu                |             |         |
| Aunjanue Ellis             | Hippolyta Freeman             | Lovecraft Country     | Lovecraft Country       | HBO                 |             |         |
| 2022 74. gála              |                               |                       |                         |                     |             |         |
|                            | Julia Garner                  | Ruth Langmore         | Ozark                   | Ozark               | Netflix     |         |
| Patricia Arquette          | Harmony Cobel                 | Különválás            | Severance               | Apple TV+           |             |         |
| Csong Hojon (Jeong Hoyeon) | Kang Szebjok (Kang Sae-byeok) | Nyerd meg az életed   | Squid Game              | Netflix             |             |         |
| Christina Ricci            | Misty Quigley                 | Túlélőjátszma         | Yellowjackets           | Showtime            |             |         |
| Rhea Seehorn               | Kim Wexler                    | Better Call Saul      | Better Call Saul        | AMC                 |             |         |
| J. Smith-Cameron           | Gerri Kellman                 | Utódlás               | Succession              | HBO                 |             |         |
| Sarah Snook                | Siobhan "Shiv" Roy            | Utódlás               | Succession              | HBO                 |             |         |
| Sydney Sweeney             | Cassandra "Cassie" Howard     | Eufória               | Euphoria                | HBO                 |             |         |
| 2023 75. gála              |                               |                       |                         |                     |             |         |
|                            | Jennifer Coolidge             | Tanya McQuoid-Hunt    | A Fehér Lótusz          | The White Lotus     | HBO         |         |
| Meghann Fahy               | Daphne Sullivan               | A Fehér Lótusz        | The White Lotus         | HBO                 |             |         |
| Sabrina Impacciatore       | Valentina                     | A Fehér Lótusz        | The White Lotus         | HBO                 |             |         |
| Aubrey Plaza               | Harper Spiller                | A Fehér Lótusz        | The White Lotus         | HBO                 |             |         |
| Simona Tabasco             | Lucia Greco                   | A Fehér Lótusz        | The White Lotus         | HBO                 |             |         |
| J. Smith-Cameron           | Gerri Kellman                 | Utódlás               | Succession              | HBO                 |             |         |
| Elizabeth Debicki          | Diána walesi hercegné         | A Korona              | The Crown               | Netflix             |             |         |
| Rhea Seehorn               | Kim Wexler                    | Better Call Saul      | Better Call Saul        | AMC                 |             |         |
| 2024 76. gála              |                               |                       |                         |                     |             |         |
|                            | Elizabeth Debicki             | Diána walesi hercegné | A Korona                | The Crown           | Netflix     |         |
| Christine Baranski         | Agnes van Rhijn               | Az aranykor           | The Gilded Age          | HBO                 |             |         |
| Nicole Beharie             | Christine Hunter              | The Morning Show      | The Morning Show        | Apple TV+           |             |         |
| Greta Lee                  | Stella Bak                    | The Morning Show      | The Morning Show        | Apple TV+           |             |         |
| Karen Pittman              | Mia Jordan                    | The Morning Show      | The Morning Show        | Apple TV+           |             |         |
| Holland Taylor             | Cybil Reynolds                | The Morning Show      | The Morning Show        | Apple TV+           |             |         |
| Lesley Manville            | Margit brit királyi hercegnő  | A Korona              | The Crown               | Netflix             |             |         |

## Kapcsolódó szócikk
- Golden Globe-díj a legjobb női mellékszereplőnek (sorozat, minisorozat vagy tévéfilm)